# Wilhelm Faatz
Friedrich Wilhelm Faatz (* 16. November 1891 in Assenheim; † 22. April 1965 in Alsfeld) war ein deutscher Generalarbeitsführer.

## Leben
Faatz besuchte die Oberrealschule und studierte Forstwissenschaft in Gießen, wo er 1911 Mitglied der Burschenschaft Frankonia Gießen wurde. 1920 wurde er hessischer Forstassessor, ging später aber in privaten Forstdienst. Zum 1. April 1930 trat er der NSDAP bei (Mitgliedsnummer 236.372), gründete die NSDAP-Ortsgruppe Erbach und wurde Mitglied des Gauwirtschaftsrates Hessen der NSDAP.
Im April 1933 erfolgte seine Beförderung zum Bezirksführer des Freiwilligen Arbeitsdienstes Hessen. Bereits im August 1933 wurde er zum Gauarbeitsführer Hessen-Süd ernannt. Er nahm in Wiesbaden seinen Dienstsitz. Später wurde er Generalarbeitsführer im nationalsozialistischen Staat, als solcher ist er noch 1942 nachweisbar.

## Werke (Auswahl)
- Das Holzhaus-Lager im Arbeitsgau XXV, Entwicklung und Ausgestaltung 1932–39. Leipzig 1939